# Suprafenestra

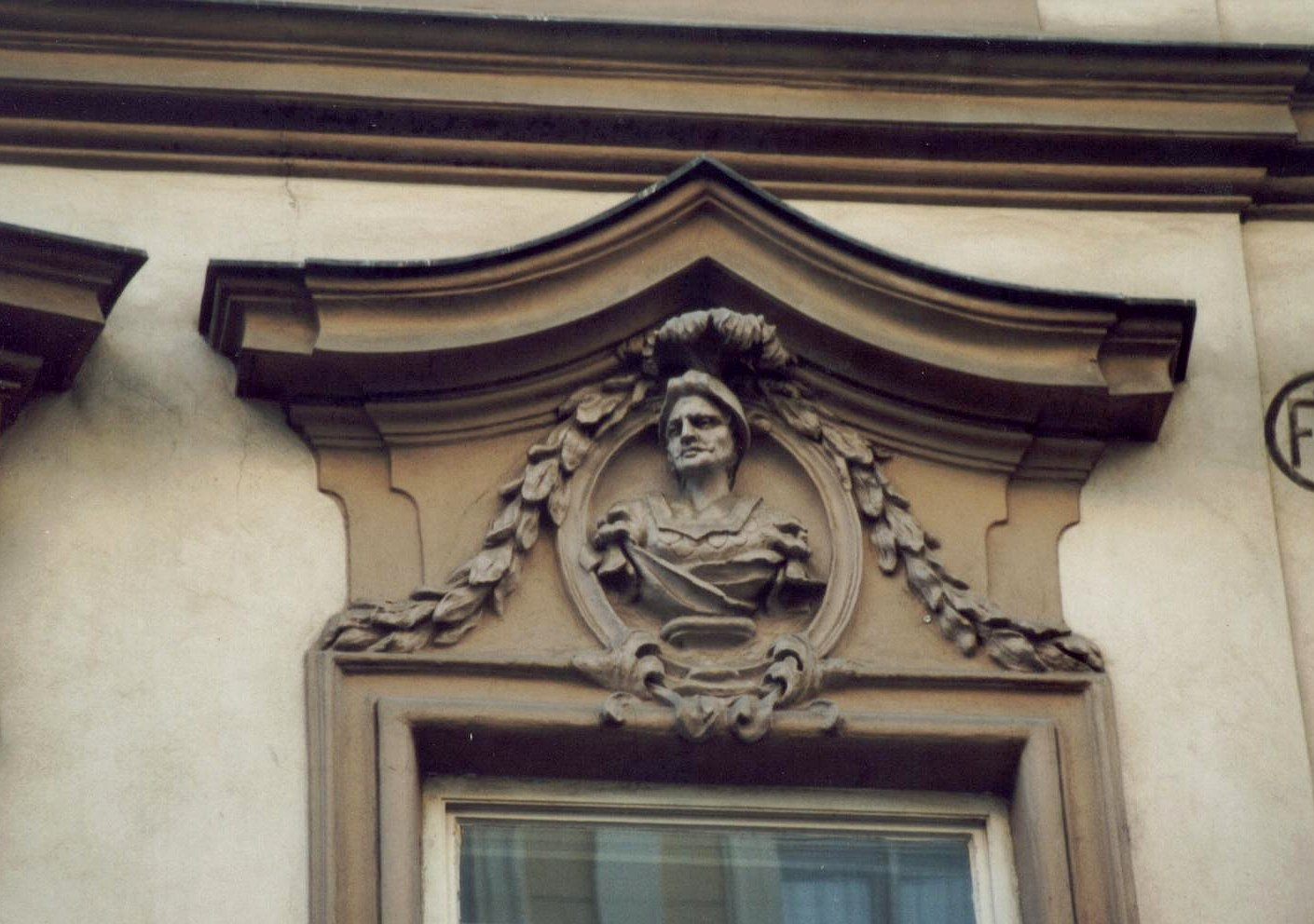
Suprafenestra Hrzánského paláce v Praze (Giovanni Battista Alliprandi 1702–10

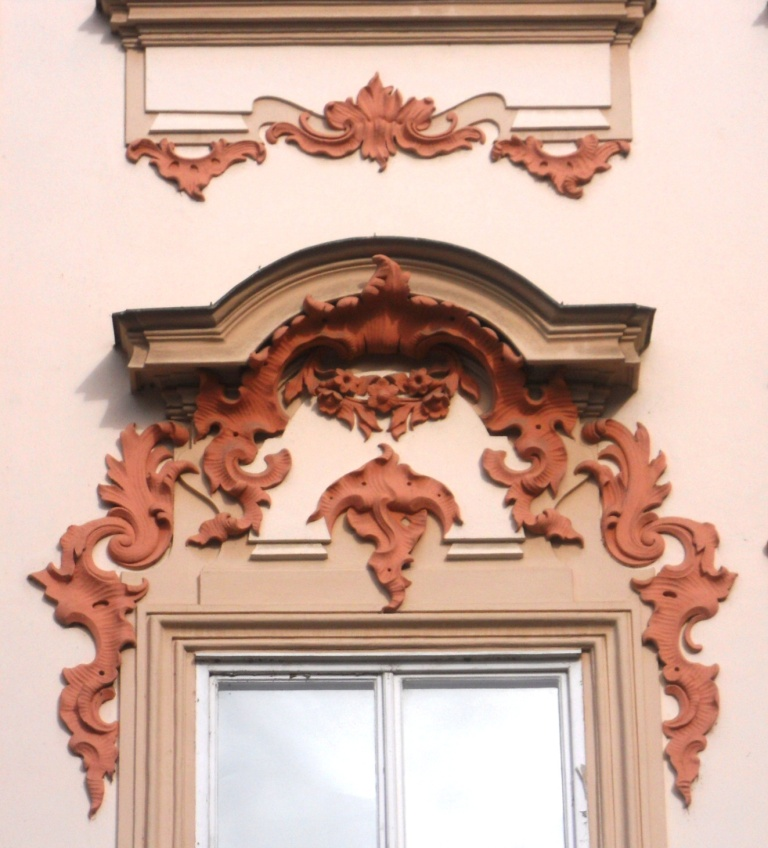
Rokajová suprafenestra, kolem 1760 (Palác Kinských, Praha)

Suprafenestra (z lat.) je ozdobný prvek barokní, rokokové a neoklasické architektury, umístěný nad oknem (jak říká už sám název), obvykle pod římsou. Někdy se označuje i jako supraporta, což je obdobný prvek nad branou nebo dveřmi.
Tvar suprafenestry zpravidla výrazně spoluurčuje tvar nadokenní římsy, která je obvyklou součástí suprafenester. Nadokenní římsa má často trojúhelný, obdélný, půloválný či půlkruhový tvar. Prostor mezi nadokenní římsou a horní hranou okenního otvoru (který bývá téměř vždy orámován šambránou) vyplňuje zpravidla figurální či ornamentální reliéf. Častou součástí suprafenester je též dvojice konzolek. Především v baroku dosahovaly suprafenestry velice bohatých, fantastických tvarů.